# Бромскирхен
Бромскирхен (њем. Bromskirchen) општина је у њемачкој савезној држави Хесен. Једно је од 22 општинска средишта округа Валдек-Франкенберг. Према процјени из 2010. у општини је живјело 1.932 становника. Посједује регионалну шифру (AGS) 6635005.

## Географски и демографски подаци
Бромскирхен се налази у савезној држави Хесен у округу Валдек-Франкенберг. Општина се налази на надморској висини од 414 метара. Површина општине износи 35,2 km². У самом мјесту је, према процјени из 2010. године, живјело 1.932 становника. Просјечна густина становништва износи 55 становника/km².

## Међународна сарадња
| Мјесто | Држава    | Врста сарадње | Од    |
| ------ | --------- | ------------- | ----- |
| Ару    | Француска | партнерство   | 1979. |
| Извор  |           |               |       |